# Loi relative au traitement de la récidive des infractions pénales
Lire en ligne

Légifrance : Texte de la loi, Dossier législatif

Loi sur la récidive (2007)
La loi n° 2005-1549 du 12 décembre 2005 relative au traitement de la récidive des infractions pénales a été votée sous le gouvernement Villepin. En introduisant l'article 132-16-7 du Code pénal, le législateur a introduit de façon explicite la notion de réitération d'infractions pénales Si cet article ne fait que rappeler les règles de principe du prononcé de la peine, il souligne néanmoins les orientations de la politique pénale du gouvernement.

## Mesures
- Elle rebaptise le Fichier judiciaire automatisé des auteurs d'infractions sexuelles (FIJAIS) en FIJAISV, étendant son périmètre à des infractions autres que sexuelles (crimes graves).
- Elle étend, une nouvelle fois, le périmètre d'action du Fichier national automatisé des empreintes génétiques (FNAEG) (article 18)
- Elle légalise le Système d'analyse des liens de la violence associée aux crimes (SALVAC) en lui donnant un statut dérogatoire par rapport aux autres fichiers.
- Elle crée le placement sous surveillance électronique mobile (PSEM, bracelet électronique)[2]. Cette mesure, qui fonctionne avec un émetteur GPS, peut être ordonnée dans le cadre de la peine de suivi socio-judiciaire ainsi que, dans certains cas, dans celui d'une libération conditionnelle[3]. Le PSEM s'applique aux majeurs condamnés à des peines de 7 ans ou plus, après expertise médicale constant leur « dangerosité »[3]. Il peut être imposé pour une durée de deux ans, renouvelable une fois pour les délits, deux fois pour les crimes (donc 2, 4 ou 6 ans)[3].

## Élaboration de la loi

### La question des peines incompressibles
Dès 2003, Nicolas Sarkozy, alors Ministre de l'Intérieur, défend le principe des « peines-plancher », souhaitant l'introduire dans le projet de loi pénale sur la récidive. Mais le Garde des sceaux, Dominique Perben, s'opposait alors à cette mesure, contraire selon lui au principe d'individuation de la peine, et donc anticonstitutionnelle.
En raison des débats au sein de la majorité UMP, une mission parlementaire, présidée par Pascal Clément, alors président de la commission des lois, était créée en mars 2004. Nommé Garde des sceaux en juin 2005, Clément défendit lui-même le projet de loi soutenu par Sarkozy, mais sans retenir le principe des peines planchers. Finalement, ce projet donnera lieu à la loi du 12 décembre 2005, votée malgré l'opposition de gauche et promulguée par le gouvernement Villepin. Excluant les peines-plancher en raison de l'opposition d'une partie de la droite, la loi introduit en revanche le placement sous surveillance électronique mobile (PSEM).
Les peines-plancher seront finalement introduites dans le droit pénal français après l'élection présidentielle de 2007, avec la loi Dati, dite « loi renforçant la lutte contre la récidive des majeurs et des mineurs » de décembre 2007.

### Un Observatoire de la récidive?
Dans le cadre des débats sur le projet de loi, une tribune intitulée « Il faut créer un observatoire de la récidive », signée par Alain Blanc, Philippe Pottier, Jean-Louis Senon, Daniel Soulez Larivière et Pierre V. Tournier a été publiée dans Le Monde du 10 septembre 2005. Celle-ci indiquait que:

« Dans une société solidaire où le corps social se doit de réagir avec détermination quand l’un des siens est atteint, améliorer la connaissance scientifique sur ces questions est une obligation morale vis-à-vis des victimes des crimes et des délits et de leurs proches. C’est aussi la seule façon de rendre illégitimes les approches démagogiques et stériles qui nient la gravité de ces questions ou, au contraire les dénaturent à travers un discours sécuritaire dont le principal inconvénient, pour les victimes potentielles, est d’être inopérant. »

Cette proposition a donné lieu à trois amendements, déposés par André Vallini et Christophe Caresche (groupe socialiste) avec l’appui des députés Verts et communistes, Hervé Morin (président du groupe UDF) et Christine Boutin (UMP;  présidente du groupe d’études sur les prisons). Mais ce projet fut rejeté par le Garde des sceaux Pascal Clément, qui annonça la création, par voie réglementaire, d'une « Commission d’analyse et de suivi de la récidive », confiée à Jacques-Henri Robert, professeur de droit à Assas, tandis que l'amendement du groupe UMP était retiré et les amendements de la gauche rejetés par la majorité. Celle-ci n'incluait aucun chercheur, les suggestions de J.-H. Robert ayant été rejetées par P. Clément. Les premiers rapports étaient dus dès janvier 2006, mais, affecté par une insuffisance de moyens, le premier rapport ne fut publié que le 28 juin 2007, quelques jours avant le débat à l'Assemblée nationale sur le projet de loi donnant lieu à la loi Dati sur la récidive.